# 达春
达春（Dap Chhuon，1912年—1959年），柬埔寨右翼政治家、军官。
出生在暹粒，在波萝勉长大，后加入法军，军衔为中士。泰法战争中他被泰国军队俘虏，1940年代中叶，在泰国的支持下，于暹粒组建反法游击队，俨然一方军阀，与诺罗敦·占达朗赛、山玉成同为高棉依萨拉的重要领袖之一。
1954年柬埔寨独立后，达春宣誓效忠于诺罗敦·西哈努克。1955年，达春组建“胜利东北党”，与朗诺的高棉复兴党、诺罗敦·诺林德的自由党其他小政党组成君主主义的政党联盟人民社会同盟，支持西哈努克参加大选。由于民主党和人民派拒绝加入人民社会同盟，达春利用自己的武装势力逮捕了二党的领导人，驱散二党的集会。最终西哈努克领导的人民社会同盟在大选中大胜，达春随后被西哈努克任命为内政安全大臣兼暹粒省省长。
然而，达春强烈反对西哈努克之后的亲共产主义国家的政策，西哈努克于1957年将其赶出内阁，至此达春与西哈努克公开决裂。1959年，达春被揭发参与美国中央情报局策动的推翻西哈努克的政变，西哈努克下令逮捕达春，是为曼谷阴谋。朗诺的安全部队闯入达春家中，惊讶的达春逃跑，但迅速被抓获并处决，他的两个弟弟随后也被处决。